# Cookie Run: Kraljevstvo
Cookie Run: Kingdom jest ARPG gacha igrica Devsistersa i šesta igra u serijalu Cookie Run. Najavljena je 28. studenog 2020. i objavljena u cijelom svijetu od 19. do 21. siječnja 2021.
Priča prati kolačiće koji se navikavaju na život u novostvorenome Kraljevstvu nakon što su pobjegli od vještice koja ih je bila oživjela. Kolačići kreću na ekspediciju ponovno otkrivajući izgubljena drevna kraljevstva prije nego što ih zaposjedne Dark Enchantress Cookie. Igra sadrži nove kolačiće i više od 200 razina.

## Igra
U igri igrač uglavnom gradi svoje Kraljevstvo Kolačića i skuplja kolačića s pomoću gacha igre za borbu.
Načini igre uključuju PVP i Guild sustave, izazove kao što su Tower of Sweet Chaos i Cookie Alliance, The Tropical Soda Islands (koji daje više resursa za svaki osvojeni otok), sezonske igre koje dodaju strategiju mehanici izgradnje tima i specijalne epizode s pričama sa sporednim likovima. Glavna priča, World Exploration, uključuje dvije dodatne težine, Dark i Master, koje daju bolje nagrade.

## Priča
U svijetu antropomorfiziranih slastica (koje su stvorile vještice od tijesta za kekse i praha života) pet drevnih kolačića  – White Lily Cookie, Dark Cacao Cookie, Pure Vanilla Cookie, Hollyberry Cookie, i Golden Cheese Cookie  – stvorili su vlastita kraljevstva i dobili Soul Jams koji im daju posebne moći i besmrtnost. Jednog je dana White Lily Cookie željela saznati nešto o podrijetlu i stvaranju kolačića, pa je pokušala kontaktirati vještice kako bi potražila odgovor. Nakon što je saznala užasnu istinu da su kolačići namijenjeni jelu, upala je u vrhunsko tijesto i ponovno je ispečena kao Dark Enchantress Cookie želeći upotrijebiti čudovišta od kolača za stvaranje novoga svjetskog poretka. Pure Vanilla bio je prisiljen zatvoriti Dark Enchantress Cookie i natjerati Drevne kolačiće da se skriju ostavljajući njihova kraljevstva u neredu.
Dugo nakon što je Dark Enchantress Cookie zapečaćena, GingerBrave je ispekla vještica i pobjegao je. Kasnije je saznao da su njegovi prijatelji Wizard Cookie i Strawberry Cookie također pobjegli od vještice. Pronašli su ih Šećerni gnomi i počeli su ponovno graditi davno zaboravljeno kraljevstvo i istraživati Earthbread, svijet kolačića.
Gingerbrave, uz pomoć svojih prijatelja Wizarda, Strawberry, Chili Pepper, Custarda III i drugih, mora otputovati u različita kraljevstva kolačića kako bi pronašao Drevne kolačiće da ih uvjeri da pomognu poraziti Dark Enchantress. Osim toga drugi likovi traže Čuvare Elemenata (Sea Fairy, Frost Queen, Fire Spirit, Wind Archer, Millenial Tree, i Moonlight) i Legendarne zmajeve, čijeg je člana, Pitaya Dragon Cookieja, rival Hollyberry uvjerio da se bori na njegovoj strani.
Pure Vanilla, Gingerbrave, Strawberry i Wizard Cookie putuju na kontinent Beast-Yeast kako bi pronašli posljednjeg od pet drevnih, White Lily Cookie, koja je onamo bila otišla kako bi saznala više o podrijetlu kolačića. Ondje otkrivaju da je Soul Jams držalo 5 primordijalnih heroja prije sadašnjih Drevnih poznatih kao Zvijeri (Shadow Milk, Eternal Sugar, Mystic Flour, Burning Spice, i Silent Salt), koji su postali iskvareni njihovom moći pa su ih vještice zapečatile.

## Recepcija
Igra je stekla ogromnu popularnost nakon kontroverze oko nagrada za godišnjicu u igri Genshin Impact, a sličan besplatni model gache koji se pojavljuje u objema igricama privukao je igrače Genshin Impacta.
Cookie Run: Kingdom u Japanu je zauzeo 1. mjesto na Apple App Storeu i Google Playu te 3. mjesto u kategoriji besplatnih igranja uloga u Sjedinjenim Državama. Također je držao 1. mjesto u Južnoj Koreji, 2. u Tajvanu, 3. u Tajlandu i 5. u Hong Kongu u kategoriji besplatnih igara na Apple App Storeu u siječnju 2021. U Južnoj Koreji, Tajvanu i Tajlandu igra je po prihodu na prvom mjestu u Apple App Storeu, a u Hong Kongu i Singapuru na 3. mjestu u siječnju 2021. Cookie Run: Kingdom imao je 10 milijuna preuzimanja u prva dva mjeseca nakon izlaska.

## Vanjske poveznice
- Službena web stranica programera
- Službena stranica